# Лауреаты Государственной премии Российской Федерации за 2015 год

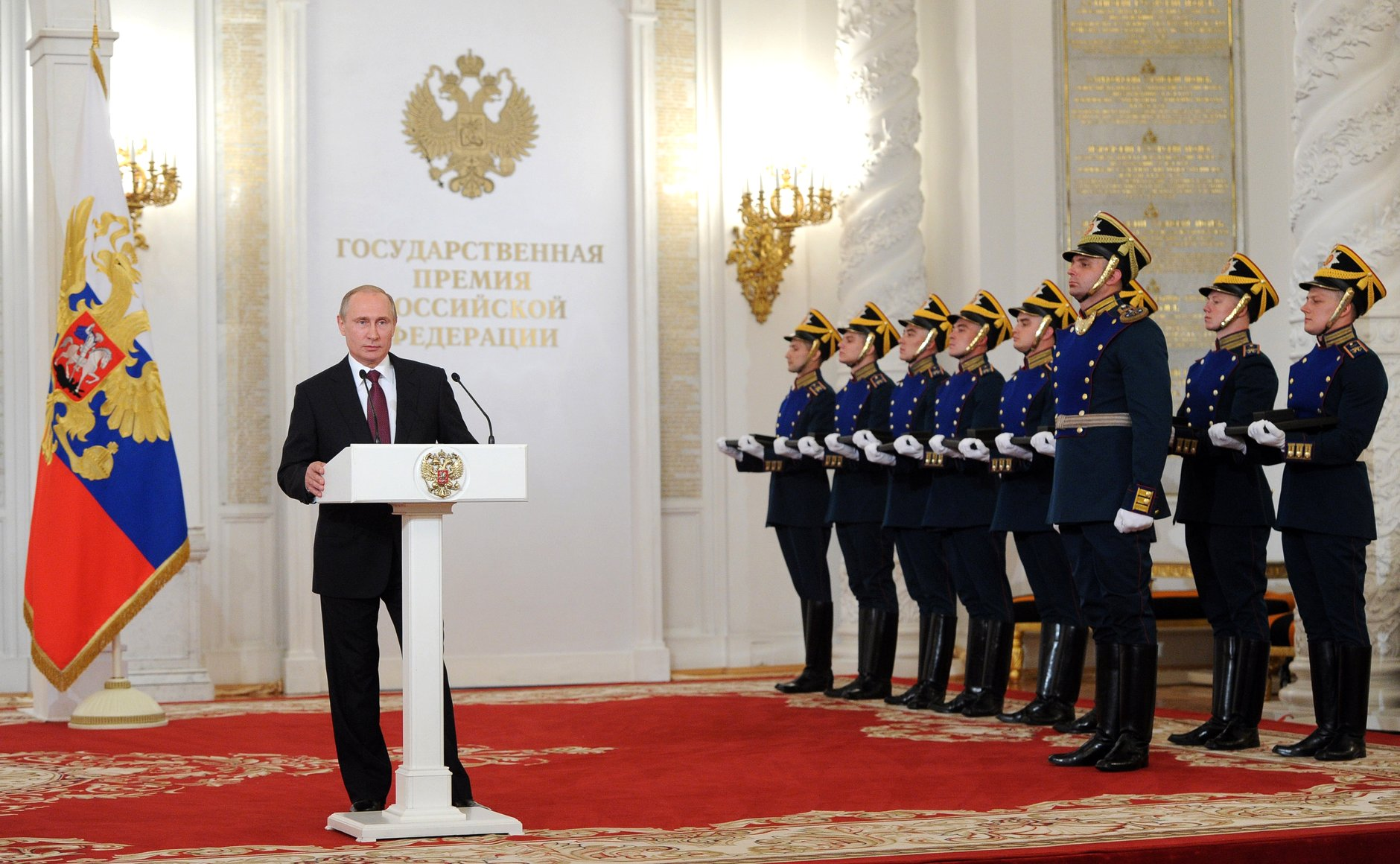
Церемония вручения Государственных премий Российской Федерации за 2015 год.
12 июня 2016 года

Лауреаты государственной премии Российской Федерации за 2015 год были названы указами Президента Российской Федерации № 252, 253, 254 от 9 июня 2016 года и объявлены в тот же день.

## Лауреаты в области науки и технологий
- Эрик Галимов, академик Российской академии наук, научный руководитель Института геохимии и аналитической химии имени В. И. Вернадского Российской академии наук, — за разработку научного направления «Геохимия изотопов углерода», теории образования алмазов, за исследования в области нефтегазовой геологии и биогеохимических процессов[1];

- Сергей Лукьянов, академик Российской академии наук, директор научно-исследовательского института трансляционной медицины Российского национального исследовательского медицинского университета имени Н. И. Пирогова Министерства здравоохранения Российской Федерации, и Евгений Свердлов, академик Российской академии наук, советник РАН, Институт молекулярной генетики Российской академии наук, — за разработку и внедрение комплекса технологий анализа структуры и функций сложных геномов[1];

- Сергей Недоспасов, член-корреспондент Российской академии наук, заведующий лабораторией молекулярных механизмов иммунитета Института молекулярной биологии имени В. А. Энгельгардта Российской академии наук, — за цикл фундаментальных и прикладных работ по изучению молекулярных медиаторов иммунитета, включающий работы по созданию уникальных биомедицинских моделей[1].

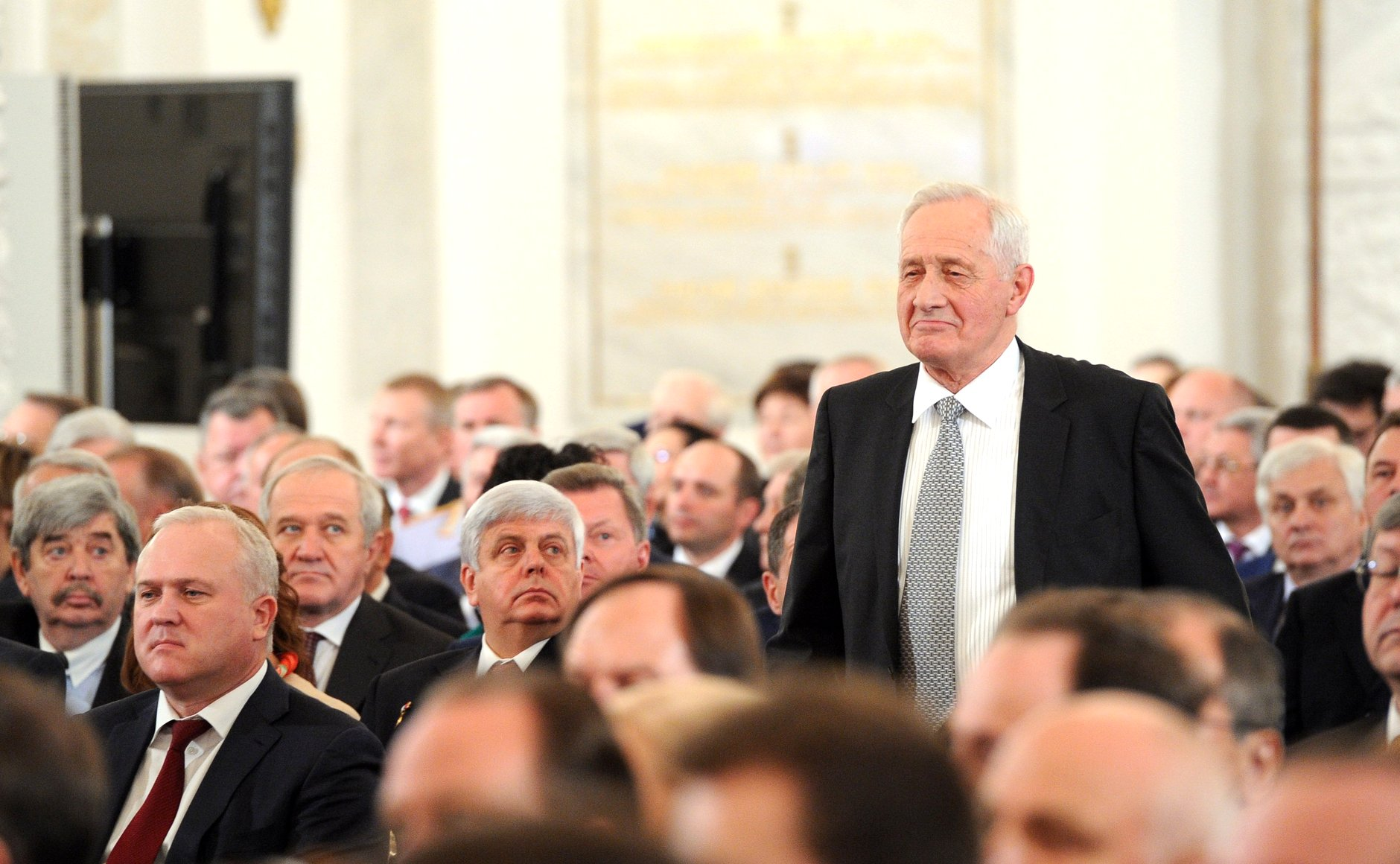
Эрик Галимов
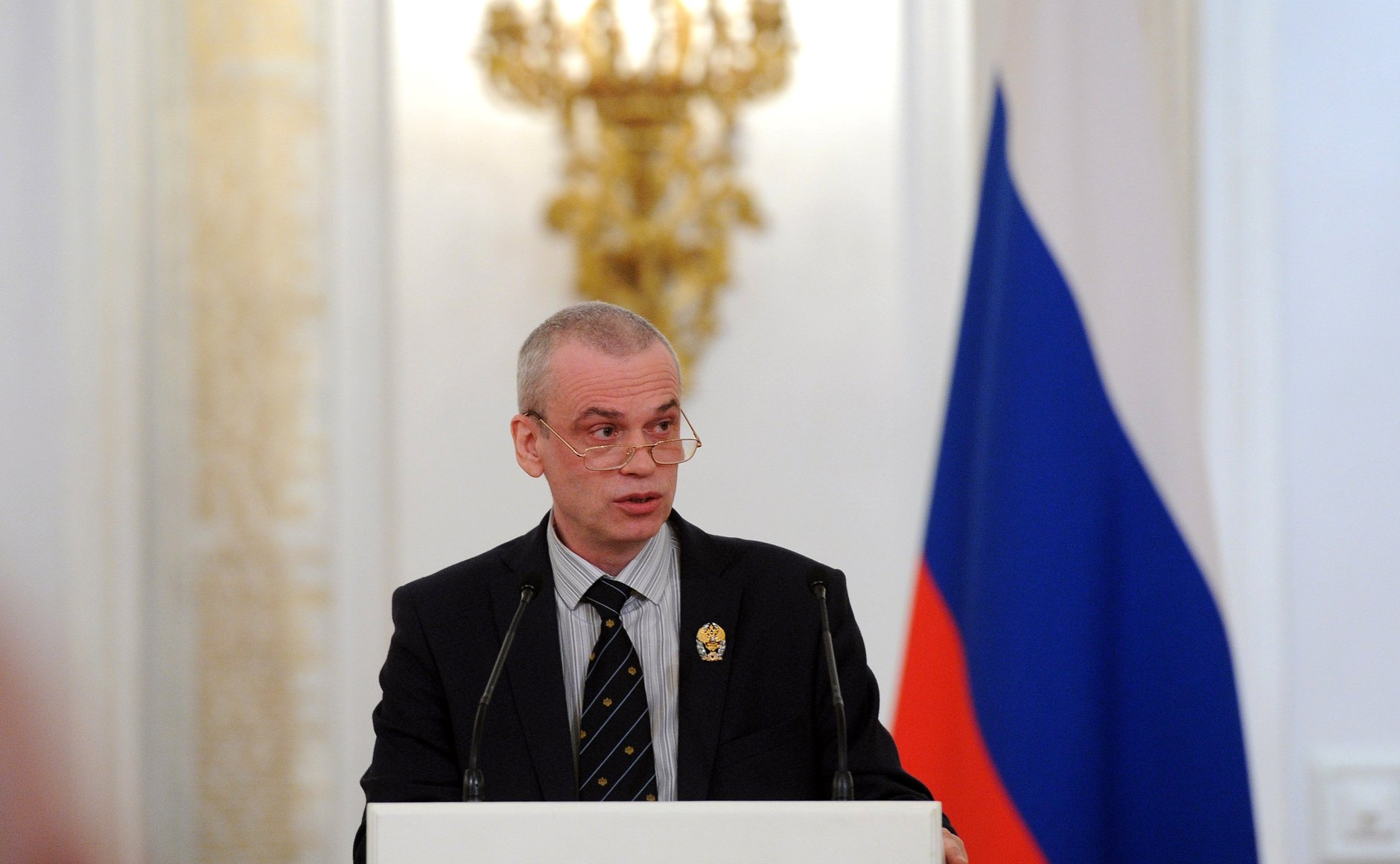
Сергей Лукьянов
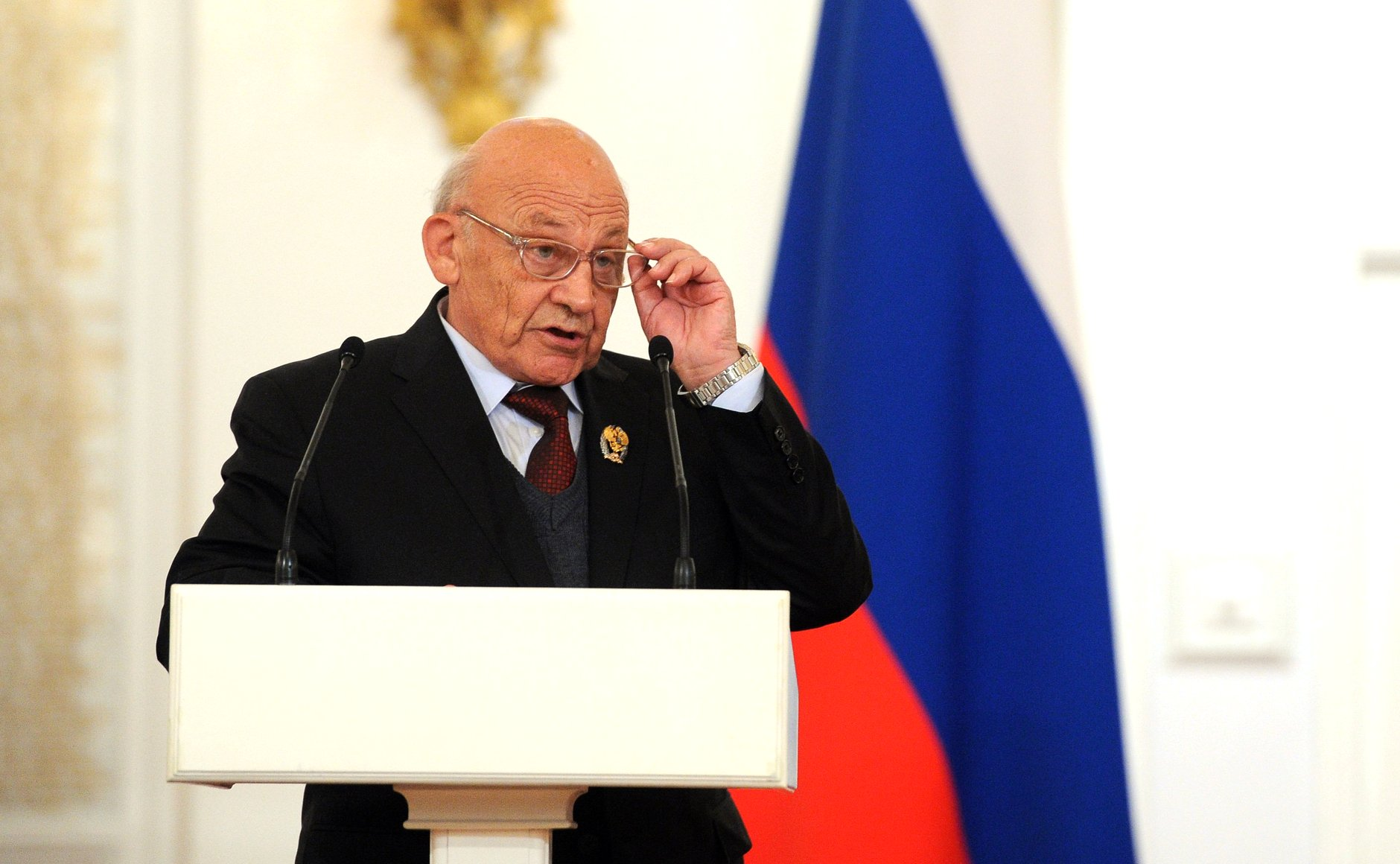
Евгений Свердлов
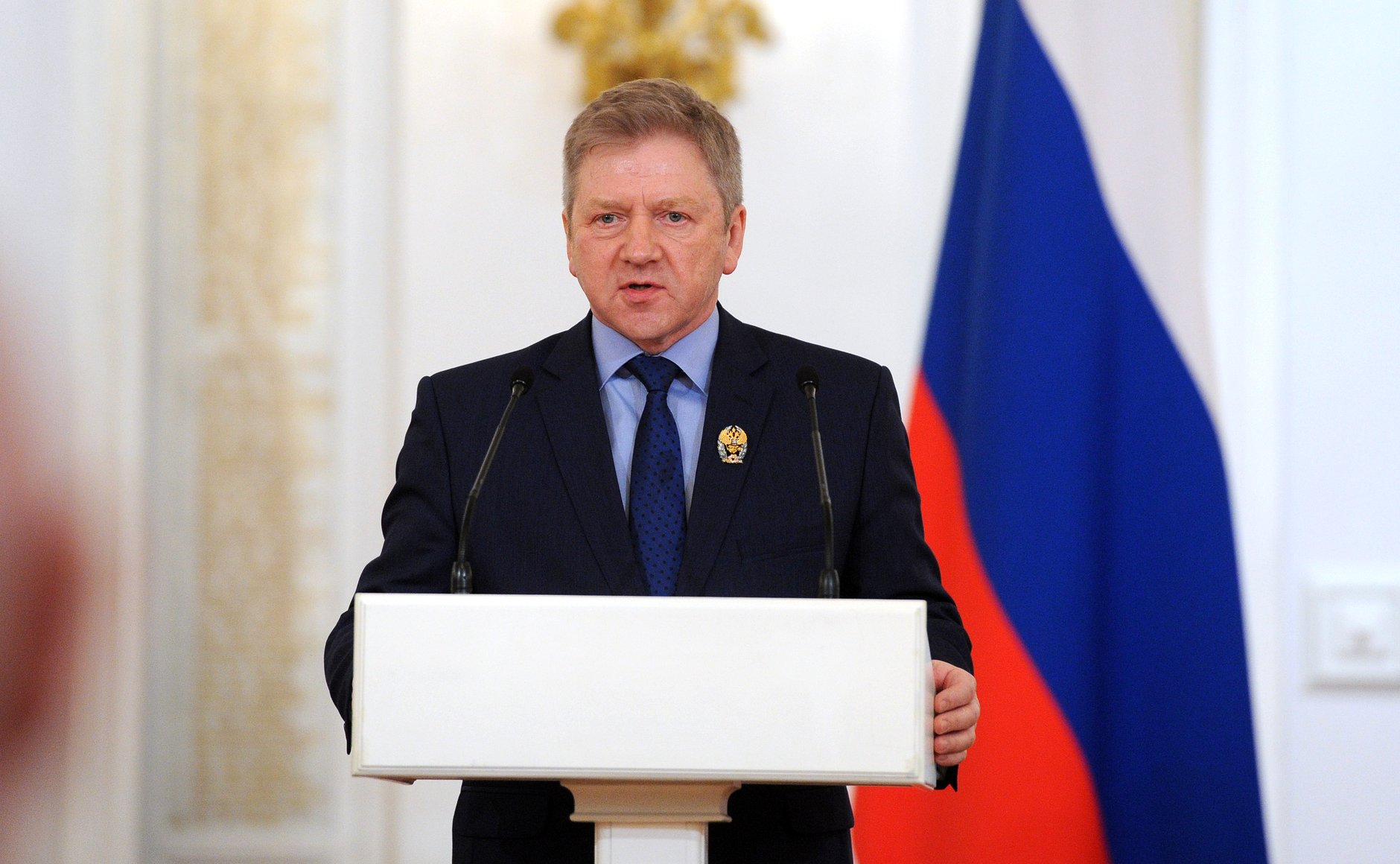
Сергей Недоспасов

## Лауреаты в области литературы и искусства
- Лев Додин, художественный руководитель – директор Академического Малого драматического театра – Театра Европы, – за вклад в развитие отечественного и мирового театрального искусства[2];

- Виктор Захарченко, художественный руководитель – генеральный директор Кубанского казачьего хора, – за вклад в сохранение традиций и развитие отечественного музыкального искусства[2];

- Сергей Урсуляк, кинорежиссёр, – за вклад в развитие отечественного киноискусства[2].

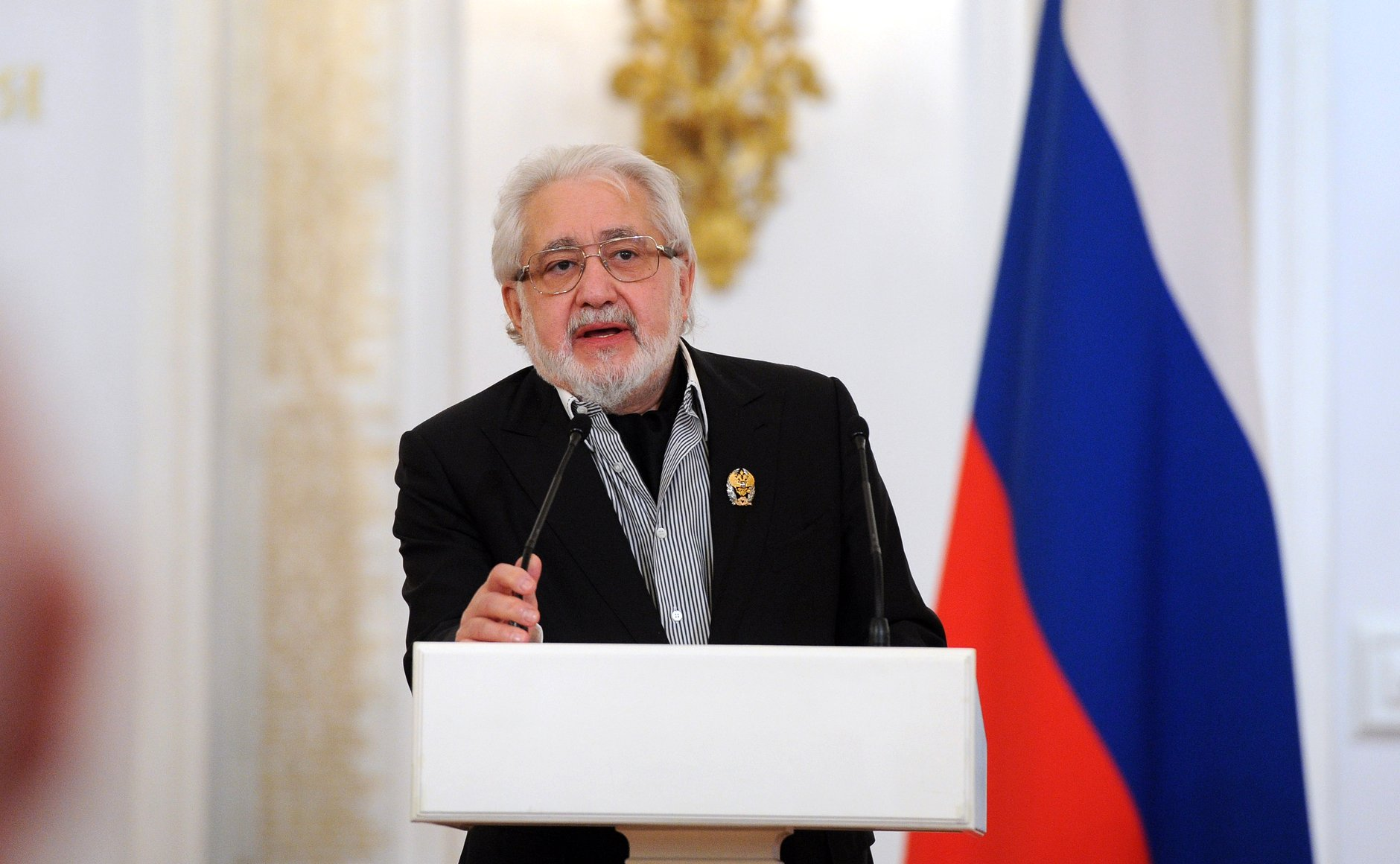
Лев Додин
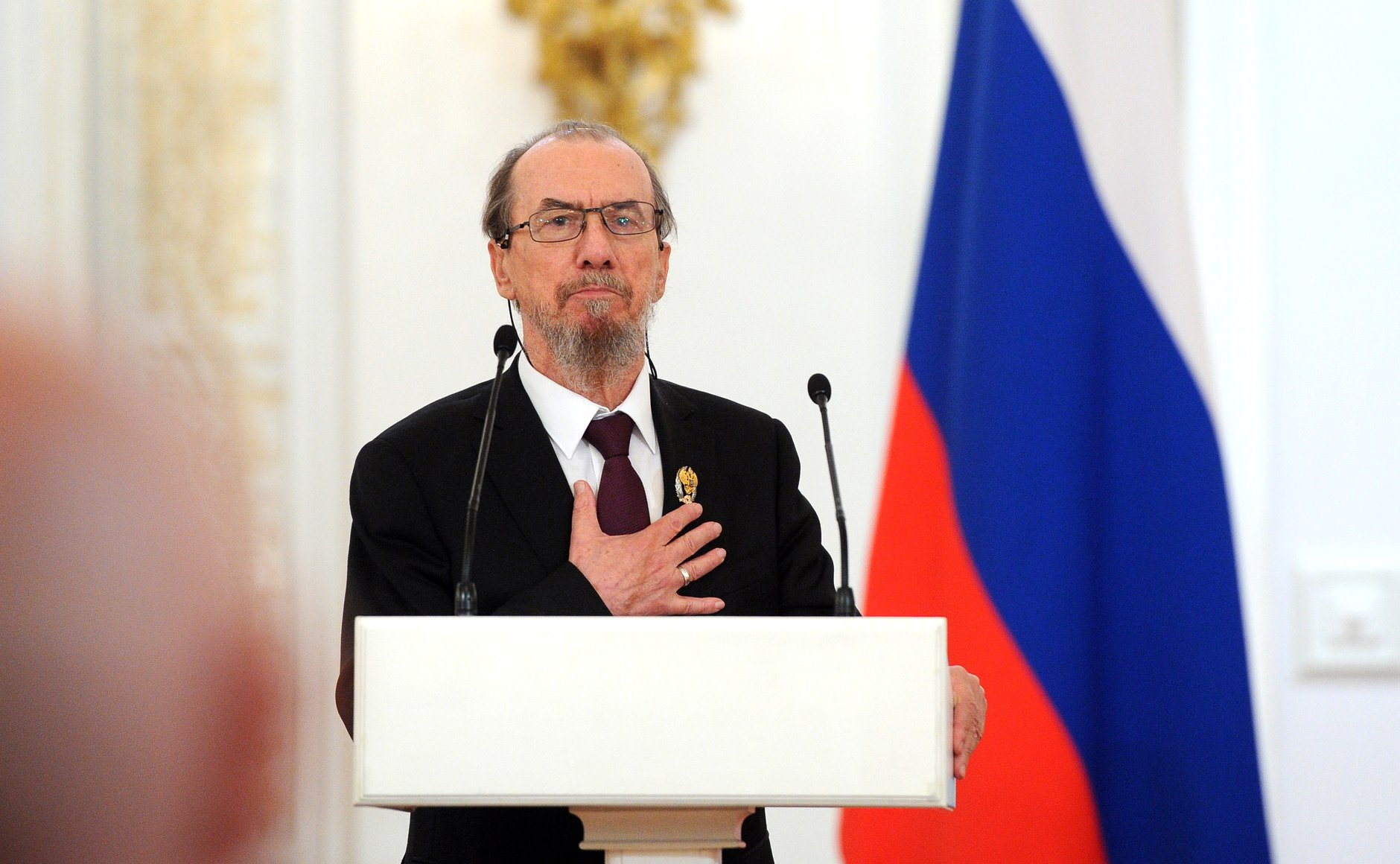
Виктор Захарченко
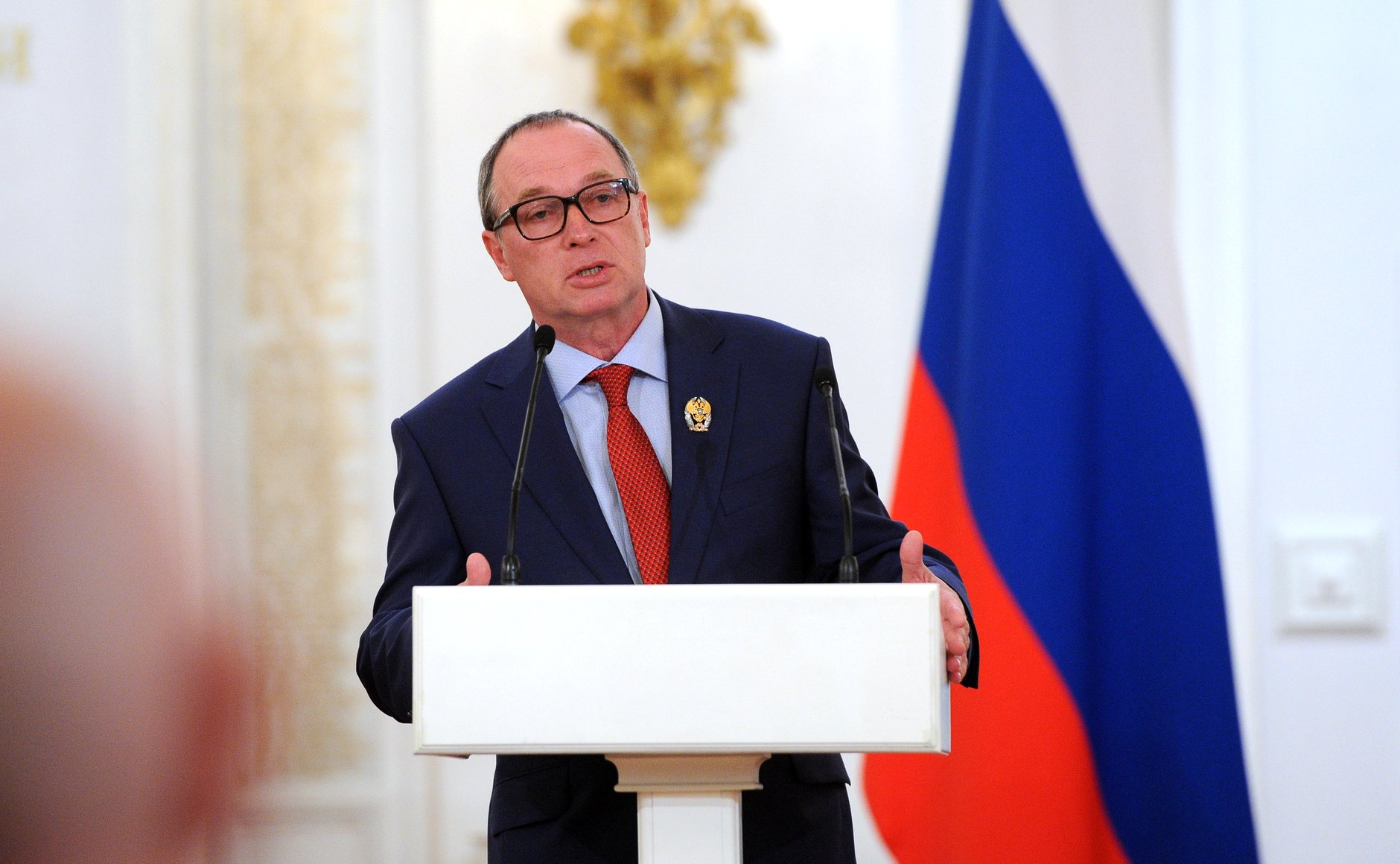
Сергей Урсуляк

## Лауреаты в области гуманитарной деятельности
- Валерий Гергиев, художественный руководитель – директор Государственного академического Мариинского театра[3].

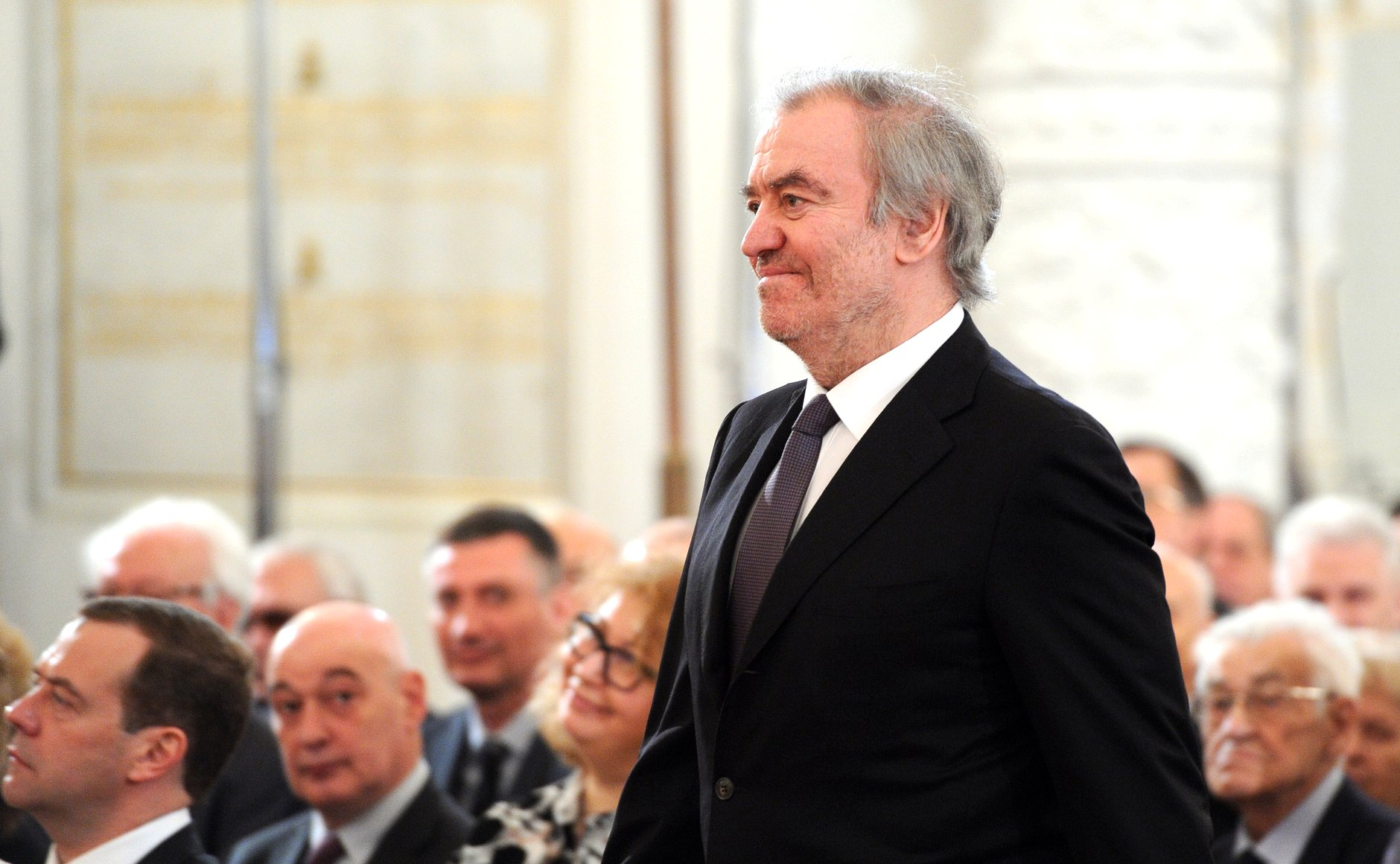
Валерий Гергиев